# Salomonov zavjet
Salomonov zavjet, pseudoepigrafsko djelo napisano na grčkom jeziku i pripisano starozavjetnom kralju Salomonu. Obrađuje vrste i djelovanje demona i čarolije koje se mogu koristiti protiv njih. Ovaj grimorij potječe iz razdoblja između 1. i 3. stoljeća poslije Krista, ali je dobio svoj konačan oblik tek u srednjem vijeku. U tekstu se opisuje kako je kralj Salomon podigao svoj hram uz pomoć demona kojima je zapovijedao pomoću magičnog prstena kojega mu je podario arkanđeo Mihovil.

## Datacija i autorstvo
Djelo je, u izvornom obliku, navjerojatnije napisao Židov, a tekst je kasnije preradio kršćanin ili je djelo napisao kršćanin koji je dodao židovsku građu i reference u tekst. Vjeruje se da je djelo nastalo u prvim stoljećima nove ere, ali je svoj završni oblik moglo dobiti do kraja srednjeg vijeka.

## Sadržaj
U tekstu se opisuje kako je demon Ornias opsturirao gradnju Salomonovog hrama zbog čega se kralj Salomon obratio za pomoć arkanđelu Mihovilu koji mu je dao magični prsten pomoću kojeg je mogao poraziti demone i podvrgnuti ih svojoj volji. Nakon što je zauzdao Orniasa, prisilio ga je da mu dovede Belzebuba, gospodara demona, a njega je podvrgnuo svojoj vlasti i natjerao da mu dovede ostale demone koje je Salamon redom podvrgnuo svojoj vlasti i naredio im da otkriju svoje ime i prebivalište te povezanost s određenom zvijezdom, svoje porijeklo i poslušnost prema određenom anđelu, da mu opišu svoje demonske moći i vještine i otkriju kakve moći nad njima ima određeni anđeo. Osim toga, neke od njih je zatražio da mu otkriju božanske riječi pomoću kojih ih može otjerati. U zadnjem dijelu teksta opisuje se kako je Salomon pao u idolatriju, žrtvujući pet skakavaca Molohu, što je učinio zbog zaljubljenosti u kanaansku djevojku zbog koje je izgubio svoje natprirodne moći.

## Vanjske poveznice
- Salomonov zavjet – encyclopedia.com (engl.)
- Salomonov zavjet – jewishencyclopedia.com (engl.)
- Salomonov zavjet – earlyjewishwritings.com (engl.)
- Salomonov zavjet (tekst) – esotericarchives.com (engl.)
- Datacija Salomonovog zavjeta – st-andrews.ac.uk (engl.)